# Imperfect Harmonies
Imperfect Harmonies è il secondo album in studio del cantautore statunitense Serj Tankian, pubblicato il 21 settembre 2010 dalla Serjical Strike Records.
L'album ha debuttato alla posizione 35 nella classifica statunitense degli album, vendendo 10 200 copie nella prima settimana.

## Antefatti e pubblicazione
L'uscita di Imperfect Harmonies era inizialmente prevista per il 7 settembre 2010, ma più tardi la data è stata spostata al 21 dello stesso mese. Lo stabilimento di produzione della carta che Tankian ha scelto per la stampa del libretto dell'album aveva esaurito il cosiddetto "tree-free paper" e necessitava più tempo per ottenere molto di quel materiale. Tankian è ambientalmente consapevole e ha cercato per conto proprio questo tipo di carta. Le altre pubblicazioni del cantante che utilizzano il "tree-free paper" includono Elect the Dead e gli ultimi due album pubblicati con i System of a Down: Mezmerize ed Hypnotize.
Il primo brano estratto da Imperfect Harmonies è stato Borders Are..., reso disponibile per il download gratuito nel mese di giugno 2010, periodo in cui è stato pubblicato il lyric video; Tankian non è stato coinvolto nella realizzazione del lyric video, il quale è stato creato da George Tonikian come strumento promozionale mentre Tankian era in tour. Il primo singolo ufficiale estratto dall'album è stato Left of Center, pubblicato digitalmente il 29 giugno e seguito dal relativo video musicale il 24 agosto. Questi primi due brani furono descritti da Tankian come «i brani più apertamente politici dell'album. Tutto è un po' più filosofico e...più astratto.»
Più tardi sul sito ufficiale è stato reso disponibile per l'ascolto il brano d'apertura Disowned Inc., creando inoltre un piccolo gioco per trovare alcune parti del brano stesso. Il 4 ottobre Tankian ha reso disponibile per il download gratuito il brano Yes, It's Genocide per sensibilizzare l'opinione pubblica riguardo al genocidio armeno. Il 12 novembre è stato pubblicato il secondo ed ultimo singolo estratto dall'album, Reconstructive Demonstrations, seguito il 15 gennaio 2011 dal relativo video.

## Stile musicale
Nel 2009 Tankian ha collaborato con l'orchestra neozelandese Auckland Philharmonia Orchestra per eseguire una versione sinfonica dell'album di debutto Elect the Dead. Questa esibizione è stata successivamente inserita nell'album dal vivo Elect the Dead Symphony, pubblicato a marzo 2010. La sperimentazione dell'unione tra la musica sinfonica e il rock ha ispirato Tankian ad esplorare ulteriormente questa unione. In aggiunta alla musica sinfonica, Imperfect Harmonies trae influenze dal jazz e dall'elettronica.

## Tour
Un tour mondiale in supporto all'album è iniziato il 7 agosto a Pori (Finlandia). La maggior parte dei concerti ha visto gli F.C.C. suonare insieme ad otto musicisti classici selezionati nella città in cui il concerto si sarebbe tenuto. Un'eccezione a questa regola è avvenuta al Lowlands Festival, dove gli F.C.C. erano accompagnati dalla Metropole Orchestra e non suonarono alcuno strumento (ad eccezione di Dan Monti che rimase alla chitarra). Le uniche canzoni presenti nell'album che non sono ancora state eseguite sono Beatus, Reconstructive Demonstrations e Wings of Summer.
Il 7 settembre l'Imperfect Harmonies Tour è stato rinviato a dopo l'uscita dell'album, sebbene lo stesso non sia mai più ripartito.

## Tracce
Testi e musiche di Serj Tankian.
1. Disowned Inc. – 4:07
2. Borders Are... – 4:38
3. Deserving? – 4:06
4. Beatus – 4:42
5. Reconstructive Demonstrations – 5:05
6. Electron – 3:46
7. Gate 21 – 2:43
8. Yes, It's Genocide – 3:15
9. Peace Be Revenged – 3:59
10. Left of Center – 3:07
11. Wings of Summer – 4:46

Traccia bonus nell'edizione giapponese
1. Godd*** Trigger (Bonus Track) – 3:20

Tracce bonus nell'edizione deluxe di iTunes
1. Deserving? (Orchestral) – 4:07
2. Peace Be Revenged (Orchestral) – 3:56

Live in London – DVD bonus presente nell'edizione Best Buy
1. Empty Walls – 6:49
2. Feed Us – 4:37
3. The Unthinking Majority – 3:46
4. Lie Lie Lie – 3:18
5. Sky Is Over – 2:44
6. Beethoven's C**t – 8:49

CD bonus presente nell'edizione limitata statunitense
1. Disowned Inc. (Orchestral) – 4:11
2. Borders Are... (Orchestral) – 4:41
3. Deserving? (Orchestral) – 4:08
4. Beatus (Orchestral) – 4:43
5. Reconstructive Demonstrations (Orchestral) – 5:06
6. Peace Be Revenged (Orchestral) – 3:56

## Formazione
Musicisti
- Serj Tankian – voce, strumentazione, orchestrazione
- Vincent Pedulla – orchestrazione aggiuntiva
- Andrea Ettema – campionamenti elettronici aggiuntivi
- Ani Maldjian – voce operistica aggiuntiva
- Paul Cristo – direzione dell'orchestra
- Troy Zeigler – batteria (tracce 1-6, 9, 11 e 12)
- Mario Pagliarulo – basso aggiuntivo (tracce 1-6, 9, 11 e 12)
- Dan Monti – chitarra aggiuntiva (tracce 2, 6 e 11)
- Shana Halligan – voce aggiuntiva (tracce 4 e 11)
- Brain – batteria (traccia 10)
- David Alpay – violino solista (traccia 11)

Produzione
- Serj Tankian – produzione, ingegneria del suono, missaggio aggiuntivo (traccia 10)
- Rich Costey – missaggio (eccetto traccia 10)
- Charlie Stavish – assistenza al missaggio (eccetto traccia 10)
- Vlado Meller – mastering
- Michael Stern – registrazione orchestra
- Chris Anthony – fotografia
- Stephen Walker – grafica
- Neal Avron – missaggio (traccia 10)
- Nicholas Fournier – assistenza al missaggio (traccia 10)